# Сольберг, Герхард
Бруно Герхард Сольберг (швед. Bruno Gerhard Sohlberg; 24 сентября 1862, Похья, Нюландская губерния — 10 сентября 1923, Вильяррика) — финско-парагвайский архитектор шведского происхождения, представитель переходного этапа от историзма к модерну.

## Биография
Родился в семье лютеранского пастора Германа Фредрика Сольберга, проходил обучение в реальном училище Таммисаари и в технической реальной школе Турку. Сведений о месте получения высшего архитектурного образования не сохранилось. В 1895 году женился на Рахили Кушаковой, сестре зажиточного выборгского торговца еврейского происхождения Исаака Кушакова. С 1895 по 1902 год занимался архитектурной практикой в Асунсьоне, столице Парагвая, где у него родилось трое детей. 
В 1902 году вернулся с семьёй в Выборг, где работал частным архитектором. Первый известный выборгский проект Сольберга датируется 1894 годом. В Выборгской губернии проектировал жилые дома, а также здания общественного и коммерческого назначения с использованием элементов разных архитектурных стилей, в поздних постройках активно применял приёмы модерна (финского национального романтизма) с использованием мотивов древней архитектуры Южной Америки. Выполнение значительной части заказов обусловлено родственными связями архитектора (дом Исаака Кушакова, Выборгская синагога, помещения фирмы брата — Сета Сольберга). К числу наиболее значительных построек этого периода относят дом Кушакова, жилой дом компании «Пеликан» и здание компании «Эрнен». Многие из его зданий и сооружений, в особенности деревянные, впоследствии были утрачены, но сохранившиеся поставлены на учёт в качестве памятников архитектуры.
В 1914 году Герхард Сольберг снова эмигрировал в Парагвай, заняв должность городского архитектора Вильяррики.

## Изображения

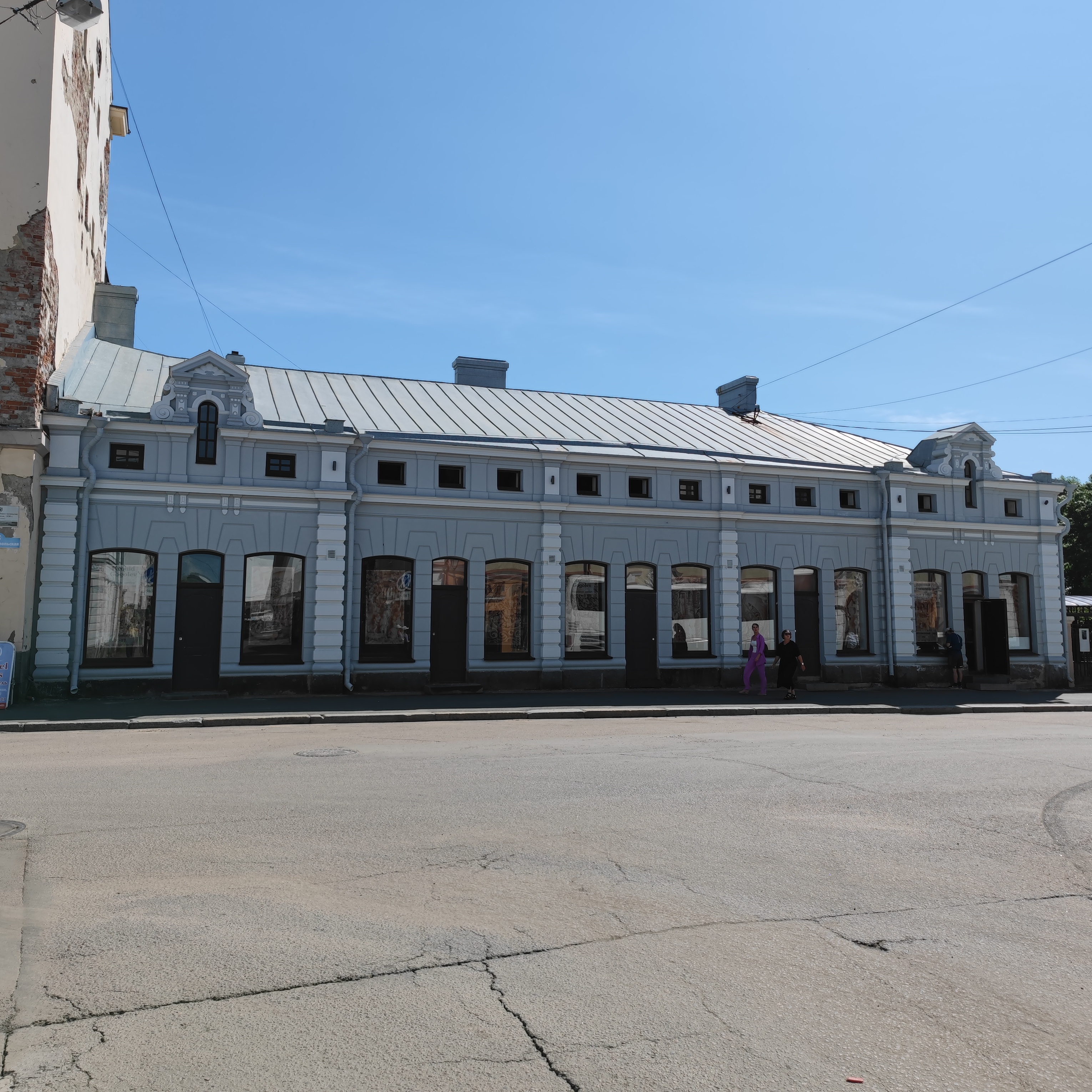
Магазин (Сортавала, 1904)
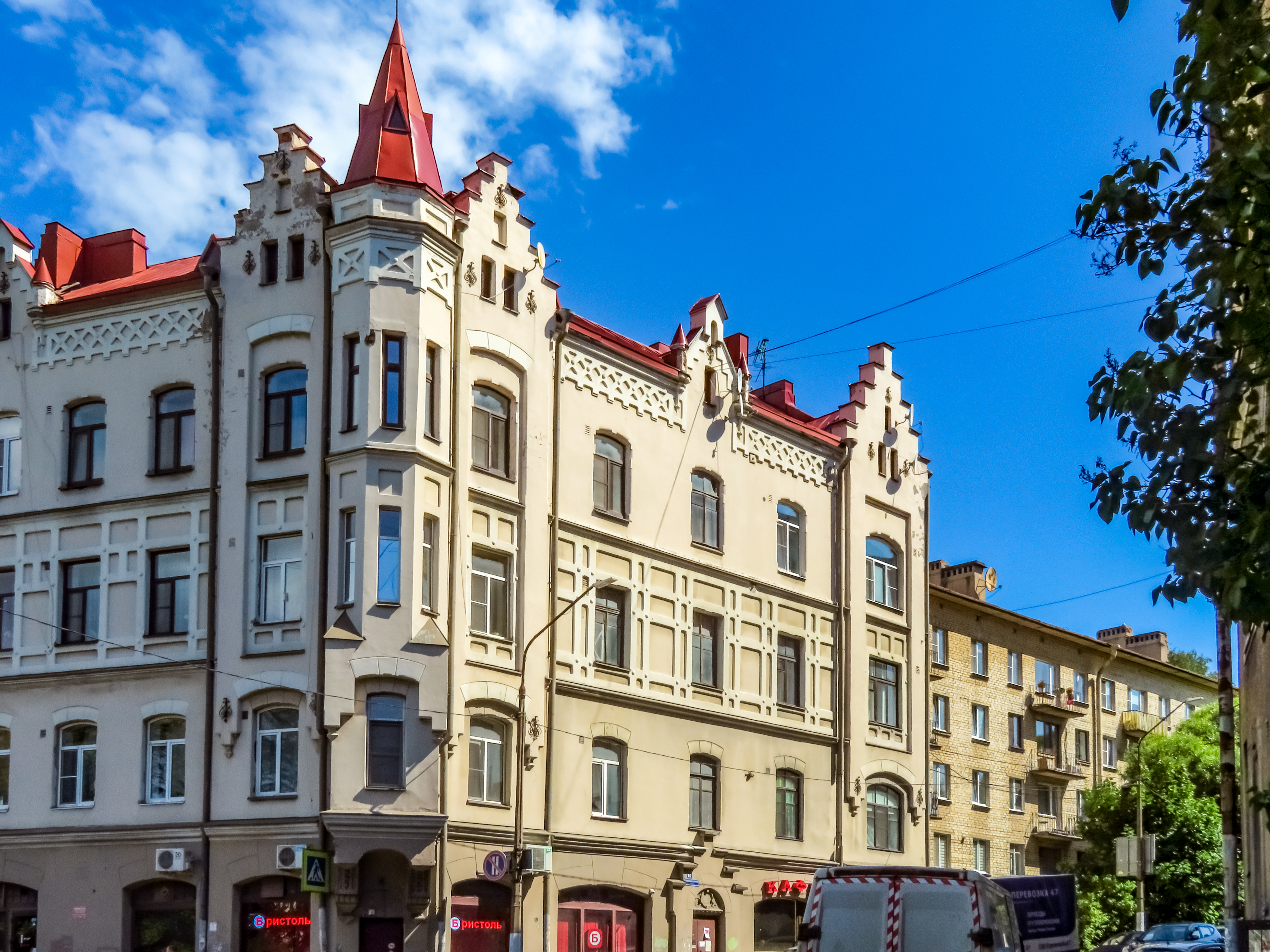
Дом купца Кушакова (Выборг, 1904)
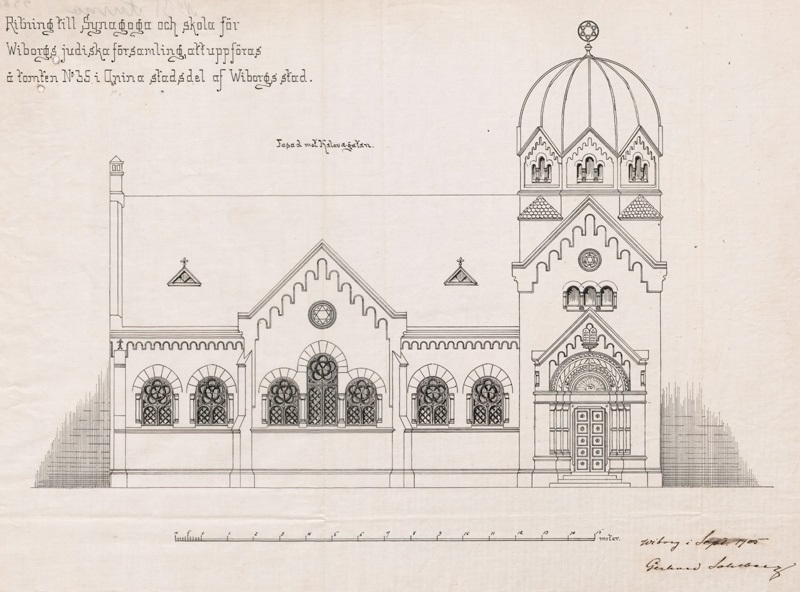
Проект синагоги (Выборг, 1905)
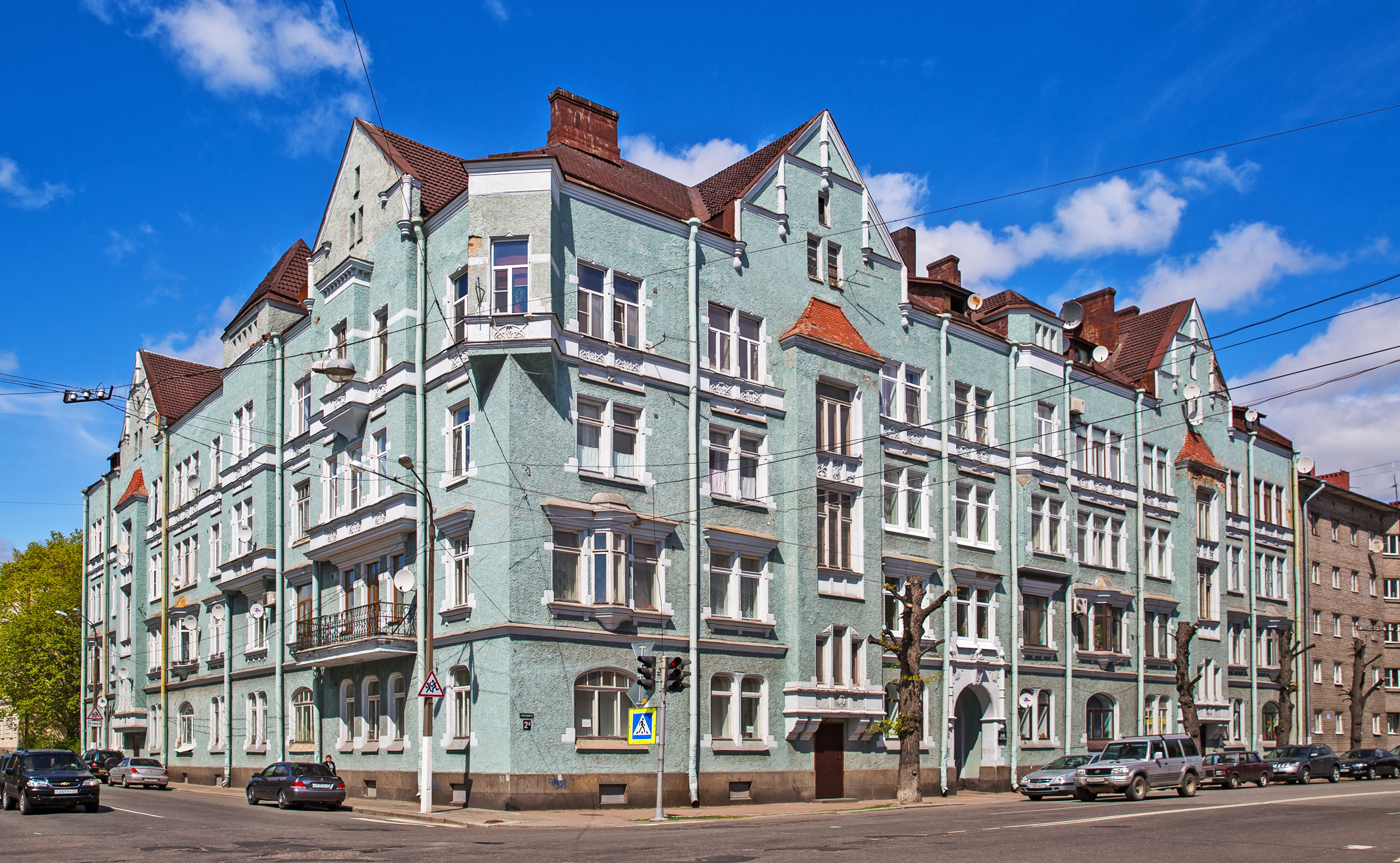
Жилой дом компании «Пеликан» (Выборг, 1907)